# Tsuchiura

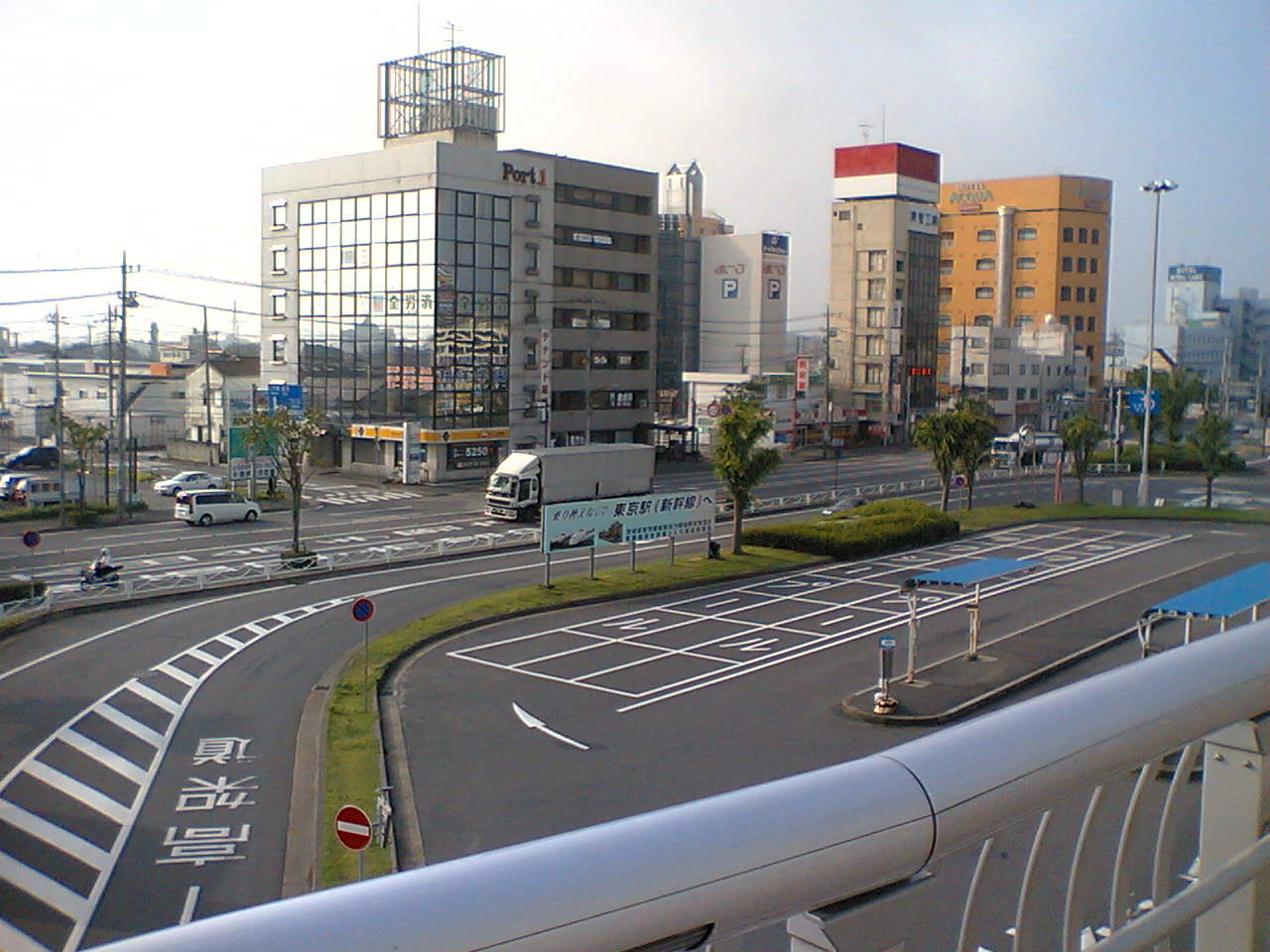
Het stationsplein van Tsuchiura

Tsuchiura (Japans: 土浦市, Tsuchiura-shi) is een stad in de prefectuur Ibaraki op het eiland Honshu in Japan. De stad heeft een oppervlakte van 113,82 km² en medio 2008 bijna 144.000 inwoners. De stad ligt aan het meer van Kasumigaura.

## Geschiedenis
De eerste vermelding van Tsuchiura dateert van 1329. In de Muromachiperiode (1333-1568) werd het kasteel van Tsuchiura gebouwd.
Op 3 november 1940 werden de gemeentes Tsuchiura (土浦町, Tsuchiura-machi) en Manabe (真鍋町, Manabe-machi) samengevoegd en ging de combinatie verder als de stad (shi) Tsuchiura.
Op 10 juni 1945 werd een luchtaanval op de stad uitgevoerd.
Op 1 september 1951 werden een deel van het dorp Asahi (朝日村, Asahi-mura) en het dorp Towa (都和村, Towa-mura), bij Tsuchiura gevoegd; op 1 november 1954 volgde het dorp Kamiotsu (上大津村, Kamiotsu-mura).
De laatste uitbreiding van Tsuchiura vond plaats op 20 februari 2006 toen het dorp Niihari (新治村, Niihari-mura) bij de stad werd gevoegd.

## Verkeer
Tsuchiura ligt aan de Jōban-lijn van de East Japan Railway Company.
Tsuchiura ligt aan de Jōban-autosnelweg en aan de autowegen 6, 125 en 354.

## Stedenband
Tsuchiura heeft een stedenband met
- Friedrichshafen, Duitsland sinds 1994

## Geboren in Tsuchiura
- Chiaki Kuriyama (1984), actrice, model en zangeres
- Robert Cullen (1985), voetballer

## Aangrenzende steden
- Ishioka
- Kasumigaura
- Tsukuba
- Ushiku